# Platypalpus norvegicus
Platypalpus norvegicus är en tvåvingeart som beskrevs av Patrick Grootaert och Jonassen 1991. Platypalpus norvegicus ingår i släktet Platypalpus och familjen puckeldansflugor.
Artens utbredningsområde är Norge. Inga underarter finns listade i Catalogue of Life.